# FC Sturm 07 Wien
FC Sturm 07 was een Oostenrijkse voetbalclub uit het Weense stadsdeel Favoriten. Tussen 1912 en 1926 speelde de club 10 seizoenen lang in de tweede klasse. 

## Geschiedenis
Toen Sturm in 1907 werd opgericht waren er al drie succesvolle clubs in Favoriten, Hertha, Rudolfshügel en Vorwärts. Sturm had het moeilijk om het beter te doen dan deze drie clubs. Nadat de club in het allereerste voetbalkampioenschap in 1911/12 de titel haalde in de Wiener 2. Klasse B (derde klasse) promoveerde de club naar de tweede klasse. De volgende twee seizoenen slaagde de club erin om het behoud te verzekeren. Door de Eerste Wereldoorlog staakte de club de activiteit twee jaar en keerde in 1916/17 terug naar de tweede klasse en werd daar laatste. 
Na één seizoen keerde de club terug naar de tweede klasse en werd in 1920 zesde, de beste plaats in de geschiedenis van de club. Datzelfde jaar haalde de club de kwartfinale van de beker en verloor daar van Hakoah Wien.
In 1921 degradeerde de club opnieuw naar de derde klasse maar kon ook nu meteen terugkeren. In 1922/23 werd opnieuw de zesde plaats bereikt. Tot 1926 kon de club in de tweede klasse spelen, daarna degradeerde Sturm. De club zakte nog dieper werd naar de vierde klasse. Tijdens de Tweede Wereldoorlog werd de club opgeheven en niet heropgericht na de oorlog. 